# Belmonti csata
A belmonti csata 1899. november 23-án a második búr háború egyik csatájaként, Oranje Szabadállam (ma: Dél-afrikai Köztársaság) területén lezajlott katonai konfliktus, melynek célja a britek részéről az volt, hogy megnyissa az utat a gyémántlelőhelyek felé. Az angol parancsnok Paul Methuen, míg a búr J. Prinsloo volt. A csatában a britek nagy veszteségek árán ugyan, de jelentős túlerejüknek köszönhetően győzelmet arattak a búrok felett.

## Előzmények
Paul Methuen azt a feladatot kapta, hogy tisztítsa meg az utat Kimberley, a gyémántlelőhely felé. Methuen az Oranje folyó mentén haladt, mikor csatát kellett vállalnia a közelben lévő, és kisebb számban lévő búrokkal. Amint megérkezett Belmont közelébe, látta, hogy a búrok a környéken vannak, és le kell győznie őket.

## A csata menete
Methuen éjszaka két dandárt küldött a búrok megtámadására. Ezek az egységek nagyon rosszul közelítették meg a búrokat, mivel egy mezőgazdasági kerítésekkel átszőtt dombon haladtak. Így felfedték kilétüket és a búrok azonnal tűz alá vették az angolokat. A két angol dandár elszántan rohamozta a búr hadgerincet, de a szívós ellenálláson csak nagyon nehezen tudtak áttörni. Hosszú harc után a búrok látva, hogy már saját vonalaik mögött dúl a harc, jobbnak látták ha visszavonulnak. Leszaladtak a dombról és ellovagoltak, azonban Methuen nem hagyta annyiban és lovasságával üldözőbe vette őket, azonban jelentős veszteségeket már nem okozott. 

## Következmények
A csatának rengeteg áldozata volt, a kerítéseken való átkelés közben a céllövészetben kiváló búrok könnyen levadászták a védtelen angolokat. De hiába volt minden hősiesség és bátorság a brit túlerőnek nem lehetett ellenállni. A búrok kénytelenek voltak a menekülést választani.

## Lásd még
- Második búr háború
- Búrok